# Fenylmethaanthiol
Fenylmethaanthiol, ook benzylmercaptaan genoemd, is een aromatisch thiol met als brutoformule C7H8S. Het is een kleurloze tot lichtgele vloeistof, die praktisch niet oplosbaar is in water. Het heeft een sterke knoflookachtige geur.

## Synthese
Fenylmethaanthiol wordt bereid door de reactie van benzylchloride met natriumwaterstofsulfide.

## Toepassingen
Fenylmethaanthiol wordt in de organische synthese gebruikt als bron van een thiol als functionele groep. Het is een tussenproduct voor andere verbindingen; het kan bijvoorbeeld gebruikt worden voor de synthese van stilbeen. Het is ook een intermediair product in de synthese van S-benzylthiocarbamaten die als herbicide worden gebruikt; een voorbeeld hiervan is S-benzyl-di-sec-butyl(thiocarbamaat) (tiocarbazil).
Fenylmethaanthiol wordt gebruikt als geurstof, bijvoorbeeld om aardgas een geur te geven, en het kan als synthetische smaakstof in voeding gebruikt worden.